# Ingra Manecke
Ingra Manecke (Ingra-Anne Manecke; * 31. März 1956 in Göttingen) ist eine ehemalige deutsche Diskuswerferin.
Bei den Leichtathletik-Europameisterschaften wurde sie 1978 in Prag Zwölfte und 1982 in Athen Zehnte. 1984 kam sie bei den Olympischen Spielen in Los Angeles auf den sechsten Platz.
Von 1977 bis 1984 wurde sie achtmal in Folge Deutsche Meisterin. Ihre persönliche Bestleistung von 67,06 m stellte sie am 29. Mai 1982 in Fürth auf. 
Ingra Manecke startete für das LAC Quelle Fürth.
Manecke studierte Medizin in Hannover, wo sie auch 1986 mit einer Arbeit zur Persönlichkeitstypologie von kraftsporttreibenden Hochleistungssportlerinnen promovierte. Sie wurde Ärztin für Allgemeinmedizin, Homöopathie, Sport- und Arbeitsmedizin.